# Станкевич, Антон Владимирович
Анто́н Влади́мирович Станке́вич (13 июня 1862, Губино, Виленская губерния — 17 октября 1919, Орловская губерния) — российский и советский военный деятель, участник Гражданской войны, генерал-майор (1917), георгиевский кавалер, кавалер ордена Красного Знамени, казнён белогвардейцами.

## Биография
Из потомственных дворян. Получил домашнее образование. В службу вступил 05.08.1878. Окончил Виленское пехотное юнкерское училище (1880 год, прапорщиком (ст. 14.09.1881) по 2-му разряду в Вятский 102-й пехотный полк. Подпоручик (ст. 30.08.1884). Поручик (ст. 30.08.1888). Штабс-капитан (ст. 11.02.1896). Капитан (ст. 15.03.1898). Командовал ротой 7 лет и 7 месяцев; батальоном 1 год и 2 месяца. Окончил Офицерскую стрелковую школу «успешно». Подполковник (ст. 30.07.1905). Командир 89-го пехотного запасного батальона (7 месяцев и 5 дней). На 01.01.1909 — в 90-м пехотном Онежском полку. Полковник (ст. 06.10.1910).
Участник Первой мировой войны. Командовал 329-м пехотным Бузулукским полком (19.12.1914-1917). Награждён Георгиевским оружием (09.03.1915 г.; за отличие в 90-м пехотном Онежском полку). С 1917 командующий бригадой 62-й пехотной дивизии. Генерал-майор (пр. 09.10.1917; ст. 24.07.1917) с утверждением командиром бригады. Позже командовал дивизией.
В 1918 году добровольно вступил в РККА. В апреле-июне 1919 командовал 42-й стрелковой дивизией, затем помощник командующего 13-й армией и одновременно командовал Нижнедевицким отрядом, левой группой войск Старо-оскольского направления. С начала октября 1919 г. врид начальника 55-й стрелковой дивизии.
Во время боёв под Орлом 13.10.1919 г. в селе Золотарево восточнее Орла в ходе Орловско-Кромской операции 1919 года в результате измены начальника штаба 55-й дивизии бывшего генерала А. А. Лаурица с группой комсостава был взят в плен белогвардейцами около ст. Золотарёво (ныне Орловского района Орловской области). После допроса в штабе корниловцев отправлен в 1-й батальон 1-го полка, где был предан военно-полевому суду во главе с комбатом поручиком Дашкевичем («Миша чёрный»). Оставаясь верным Советской власти, отказался перейти на сторону белогвардейцев, и был ими повешен 17 октября 1919 г.
Посмертно награждён орденом Красного Знамени. По постановлению Реввоенсовета РСФСР в ноябре 1919 года после разгрома деникинских войск под Орлом его тело было перевезено в Москву и с воинскими почестями похоронено на Красной площади в братской могиле у Кремлёвской стены.

## Награды
- орден Святого Станислава 2-й ст. (1905)
- орден Святой Анны 2-й ст. (1908)
- орден Святого Владимира 4-й ст. с мечами (1911)
- Георгиевское оружие (ВП 09.03.1915 г.; за отличие в 90-м пехотном Онежском полку)
- Пожалование старшинства: в чине Полковника с 06.12.1908 (ВП 26.09.1916)
- орден Красного Знамени (1920; приказ РВСР № 53).

## Мнения
- Мнение красных

«Антон Владимирович Станкевич прослужил 40 лет в царской армии, пройдя путь от солдата до генерал-майора. После октябрьских событий он, как многие военные и интеллигенты, встал на сторону революционного народа, вступил в ряды Красной Армии. В 1919 году был назначен помощником командующего 13-й армии. В боях с белыми под Орлом Станкевича направили на укрепление 55-й стрелковой дивизии, чтобы сорвать план генерала Деникина, рвавшегося к Москве. В октябре 1919 года штаб 55-й дивизии находился на станции Золотарево Мценского уезда. Деникинцам удалось прорвать фронт наших войск, штаб дивизии был разгромлен, а начальник дивизии Станкевич захвачен в плен. Деникинцы предлагали ему перейти на свою сторону, сулили крупное вознаграждение, благо деньги им враги России отваливали щедро: на Москву, чай, наступали! Но Антон Владимирович с негодованием отверг эти гнусно-примиренческие предложения. После жестоких пыток и издевательств старого боевого генерала приговорили не к расстрелу, а к повешению. Командующий Антон Деникин знал, что это не по-офицерски, что это бесчестит его армию и его самого. На казнь насильственно согнали крестьян окрестных деревень (у краеведа А. И. Макашева, автора пяти монографий о Мценске, есть документы и воспоминания очевидцев!). Генерал-патриот оттолкнул палача, сам накинул себе петлю и умер как настоящий герой. Белогвардейцы — „спасители единой и неделимой“ — надругались даже над трупом заслуженного седого воина выжгли на его груди пятиконечную звезду.»
- Мнение белых

С красной стороны одной из дивизий командовал бывший генерал А. В. Станкевич, который потом при взятии города Орла, был взят в плен 1-м батальоном 1-го Корниловского ударного полка и повешен по приговору суда. Он уверял, что все время искал случая перейти к нам, но на вопрос: «Не поэтому ли вы так били нас в Каменноугольном бассейне?» ничего не ответил. Перед исполнением приговора он написал матери письмо, скрестил руки и долго думал, а потом сам накинул на себя петлю, и через две минуты врач констатировал смерть. После нашего отступления красные откопали его труп и похоронили около Московского кремля. 